# Maria Benita Bassecourt
Maria Benita Bassecourt  (gener de 1744 - 12 de novembre de 1815) va ser una monja de l’orde religiós de les Dominicanes i priora del  convent de Nostra Senyora dels Àngels. És una de les antigues posseïdores de la Biblioteca de Fons antic de la Universitat de Barcelona, on es conserva una de les obres que van formar part de la seva biblioteca personal, on consta la marca de propietat que va identificar els seus llibres.

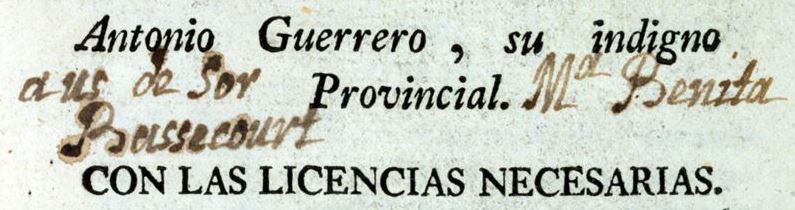
[https://marques.crai.ub.edu/ca/posseidor/bassecourt-maria-benita/alma:981060907465106706_0 Detall de la nota d'ús manuscrita a l'exemplar del CRAI Biblioteca de Fons Antic de la UB

## Biografia
Maria Benita Bassecourt va ser filla del matrimoni format per Procopio Francisco Bassecourt Thieulaine i de Catalina Inés Brias Ulloa, contraents el dia 10 d’abril de l’any 1736 a l'església dels Sants Màrtirs Just i Pastor de Barcelona. El pare va ser capità del règim de la reial guàrdia Valona de la província d’Artois, Flandes. Dos dels seus germans van ser militars com el pare: Juan Procopio Bassecourt Brias, mariscal de camp de l'exèrcit espanyol i corregidor major a Lleida, i  Andrés Bassecourt Brias, alferes de la guàrdia Valona. El 1760, quan tenia16 anys, va professar com a monja de cor al Convent dels Àngels, on va arribar a ser mestra de novícies. Tenim constància que era priora l'any 1798. Va morir al convent l'any 1815 i fou enterrada a la cripta del convent.

## Obres conservades de la seva  biblioteca

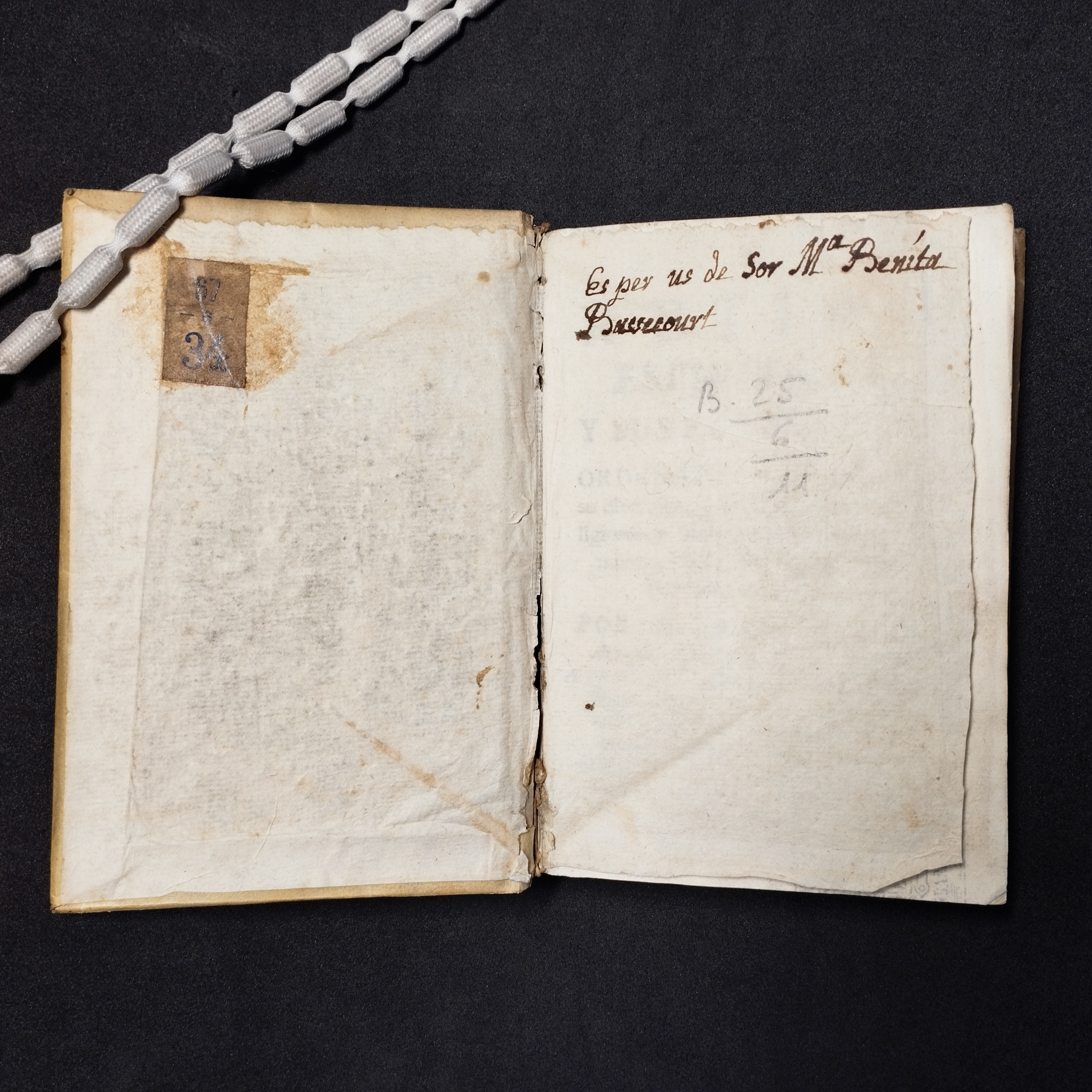
Pàgina del Modo de rezar las horas canónicas conforme el rezo de los frailes predicadores on consta l'anotació: 'és per a ús de Sor M. Benita Bassecourt'.

Es té constància de l’afició de Maria Benita Bassecourt per la lectura gràcies a les tres obres que s’han localitzat amb el seu exlibris manuscrit a dues biblioteques de l’Estat, una circumstància que possiblement va tenir a veure amb l’activitat militar itinerant de la família.
L’exemplar conservat a la Biblioteca de Catalunya és l’obra de Damaso Artufel, Modo de rezar las horas canónicas conforme el rezo de los frailes predicadores. Valladolid: por Iua[n] Godinez de Millis, 1614 (exemplar amb topogràfic R(2)-8-484) i conté una anotació de quan ja estava al convent, “És per ús de Sor Maria Benita Bassecourt”, per tant posterior a 1760.
També s’ha localitzat la seva marca de propietat en un dels exemplars del CRAI Biblioteca de Fons Antic de la Universitat de Barcelona:  Antonio Guerrero, Retiro espiritual y sus ejercicios ordenada y dispuesta su dirección y utilidad para los religiosos y religiosas del orden de nuestro padre San Agustin de la provincia de Castilla. Madrid: en la imprenta de Miguel Escribano, 1772.  Aquest exemplar presenta dues notes d'ús de Maria Benita Bassecourt: una al full de guarda anterior i l'altra a la portada de l'obra, Aquesta darrera marca de propietat es pot visualitzar a la base de dades d’Antics Posseïdors del CRAI Biblioteca de Fons Antic de la Universitat de Barcelona.